# Lisa Bettany

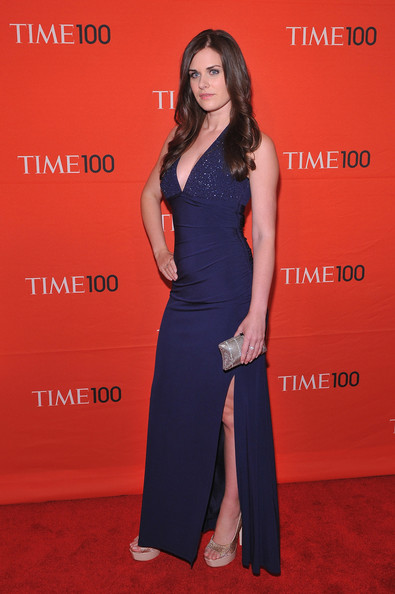
Lisa Bettany (2010)

Lisa Bettany (3 de noviembre de 1981) es empresaria de tecnología y fotógrafa canadiense. Es reconocida por la creación de la aplicación Camera+ para iPhone cuyas ventas superaron las 10 millones de copias a partir de 2012.
Hija de padres británicos, Bettany creció en Victoria, donde su padre era profesor de informática.
Fue una patinadora competitiva desde los 3 hasta los 19 años, edad en la que tuvo en lesión en la espalda que la marginó de su carrera de por vida. Creció alrededor de computadoras; su interés por la fotografía surgió mientras se recuperaba de la lesión en el año 2009. Se asoció entonces con un equipo internacional de seis desarrolladores para crear la aplicación Camera+ que se lanzó en junio de 2010. La aplicación generó unos ingresos de casi 2 millones en un año para el equipo de desarrollo.
Lissa Bettany fue incluida en la revista Fast Company en la lista de las mil personas más creativas en el mundo de los negocios. También fue nombrada mejor empresaria de tecnología como mujer en 2012.